# Liste der Biografien/Tad
Liste der Biografien |
Portal Biografien |
Personensuche
# |
A |
B |
C |
D |
E |
F |
G |
H |
I |
J |
K |
L |
M |
N |
O |
P |
Q |
R |
S |
T |
U |
V |
W |
X |
Y |
Z |
?
 
Ta |
Tc |
Te |
Tf |
Tg |
Th |
Ti |
Tj |
Tk |
Tl |
Tm |
To |
Tq |
Tr |
Ts |
Tu |
Tv |
Tw |
Tx |
Ty |
Tz
 
Taa |
Tab |
Tac |
Tad |
Tae |
Taf |
Tag |
Tah |
Tai |
Taj |
Tak |
Tal |
Tam |
Tan |
Tao |
Tap |
Taq |
Tar |
Tas |
Tat |
Tau |
Tav |
Taw |
Tax |
Tay |
Taz
Die Liste der Biografien führt alle Personen auf, die in der deutschsprachigen Wikipedia einen Artikel haben. Dieses ist eine Teilliste mit 106 Einträgen von Personen, deren Namen mit den Buchstaben „Tad“ beginnt.

## Tad

### Tada
- Tada Mitsuyori (1501–1563), Samurai der Sengoku-Zeit
- Tada, Daisuke (* 1982), japanischer Fußballspieler
- Tada, Fumio (1900–1978), japanischer Geograph
- Tada, Hayao (1882–1948), japanischer General
- Tada, Hiroshi (* 1929), japanischer Aikidō-Lehrer
- Tada, Kaoru (1960–1999), japanische Manga-Zeichnerin
- Tada, Keiichi (1900–1984), japanischer Maler
- Tada, Keisuke (* 2002), japanischer Fußballspieler
- Tada, Michitarō (1924–2007), japanischer Literaturwissenschaftler und -kritiker
- Tada, Minami (1924–2014), japanische Künstlerin und Designerin
- Tada, Ryōsuke (* 1992), japanischer Fußballspieler
- Tada, Seiji (* 1960), japanischer Jazzmusiker
- Tada, Shūhei (* 1996), japanischer Leichtathlet
- Tada, Takayuki (* 1988), japanischer Fußballspieler
- Tada, Tomio (1934–2010), japanischer Immunologe
- Tadakuni, Mizuno (1794–1851), japanischer Daimyō
- Tadama, Fokko (1871–1935), niederländischer Maler, Radierer und Zeichner
- Tadama-Groeneveld, Thamine (1871–1938), niederländische Malerin
- Tadano, Hiroshi (1914–1986), japanischer Skilangläufer und Skirennläufer
- Tadashima Akiyama, japanischer Samurai
- Tadasse, Kidane (* 1987), eritreischer Langstreckenläufer
- Tadayuki, Harada (* 1936), japanischer Jazzmusiker (Baritonsaxophon)
- Tadazane, Fujiwara no (1078–1162), japanischer Regent

### Tadd
- Tadd, Mary (* 1936), britische Speerwerferin
- Tadda, Karsten (* 1988), deutscher BasketballspielerKarsten Tadda (* 1988)

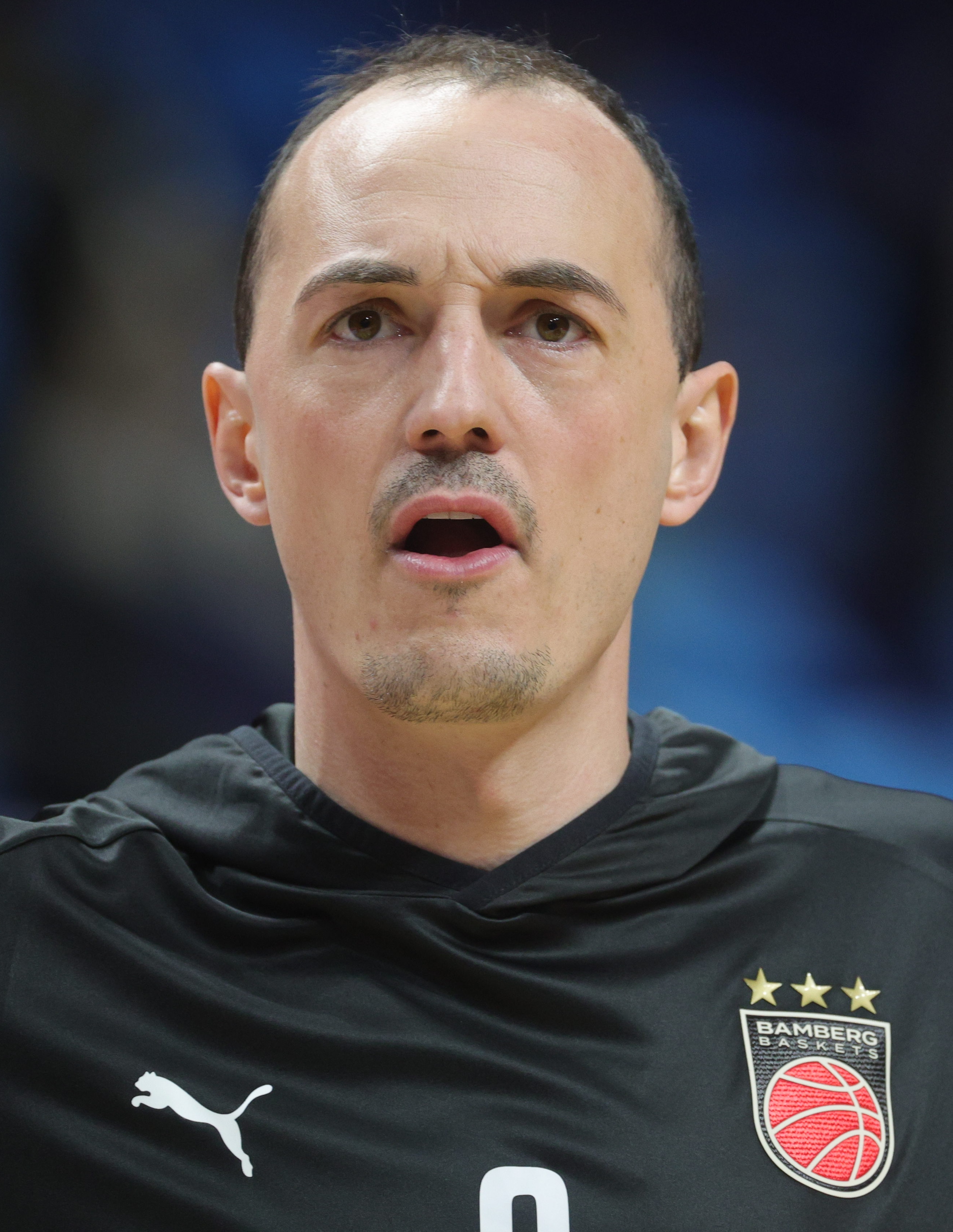
Karsten Tadda (* 1988)

- Tadday, Lilo (* 1949), deutsche Fotografin und Galeristin auf Helgoland
- Tadday, Ulrich (* 1963), deutscher Musikwissenschaftler
- Taddei, Giuseppe (1916–2010), italienischer Opernsänger (Bariton)
- Taddei, Jacques (1946–2012), französischer Organist und Pianist
- Taddei, Marco Dionisio († 1573), Schweizer Festungs- und Hofbaumeister
- Taddei, Rodrigo (* 1980), brasilianischer Fußballspieler
- Taddei, Valdir Antônio (1942–2004), brasilianischer Biologe und Mammaloge
- Taddel, Christian Ludwig (1706–1775), mecklenburgischer Verwaltungsjurist und Kirchenlieddichter
- Taddel, Heinrich (1715–1794), deutscher Juwelier und Geheimer Kämmerer in Dresden
- Taddel, Johann (1766–1830), deutscher Jurist und Bürgermeister von Rostock
- Taddeo di Bartolo († 1422), italienischer Maler und Freskenmaler
- Taddeo, Abbie (* 1994), australische Hürdenläuferin
- Taddeo, Lisa (* 1980), US-amerikanische Autorin und Journalistin
- Taddeucci, Ginevra (* 1997), italienische Schwimmerin
- Taddey, Gerhard (1937–2013), deutscher Archivar und Historiker
- Taddia, Gustavo (* 1886), italienischer Turner
- Taddia, Teseo (1920–1982), italienischer Hammerwerfer
- Taddicken, Sven (* 1974), deutscher Filmregisseur und Drehbuchautor
- Taddigs, Mathias (* 1969), deutscher Schriftsteller, Drehbuchautor und freier Autor
- Taddio, Ines (1928–2021), italienischstämmige Sängerin und Schauspielerin
- Taddl (* 1994), deutscher RapmusikerTaddl (* 1994)

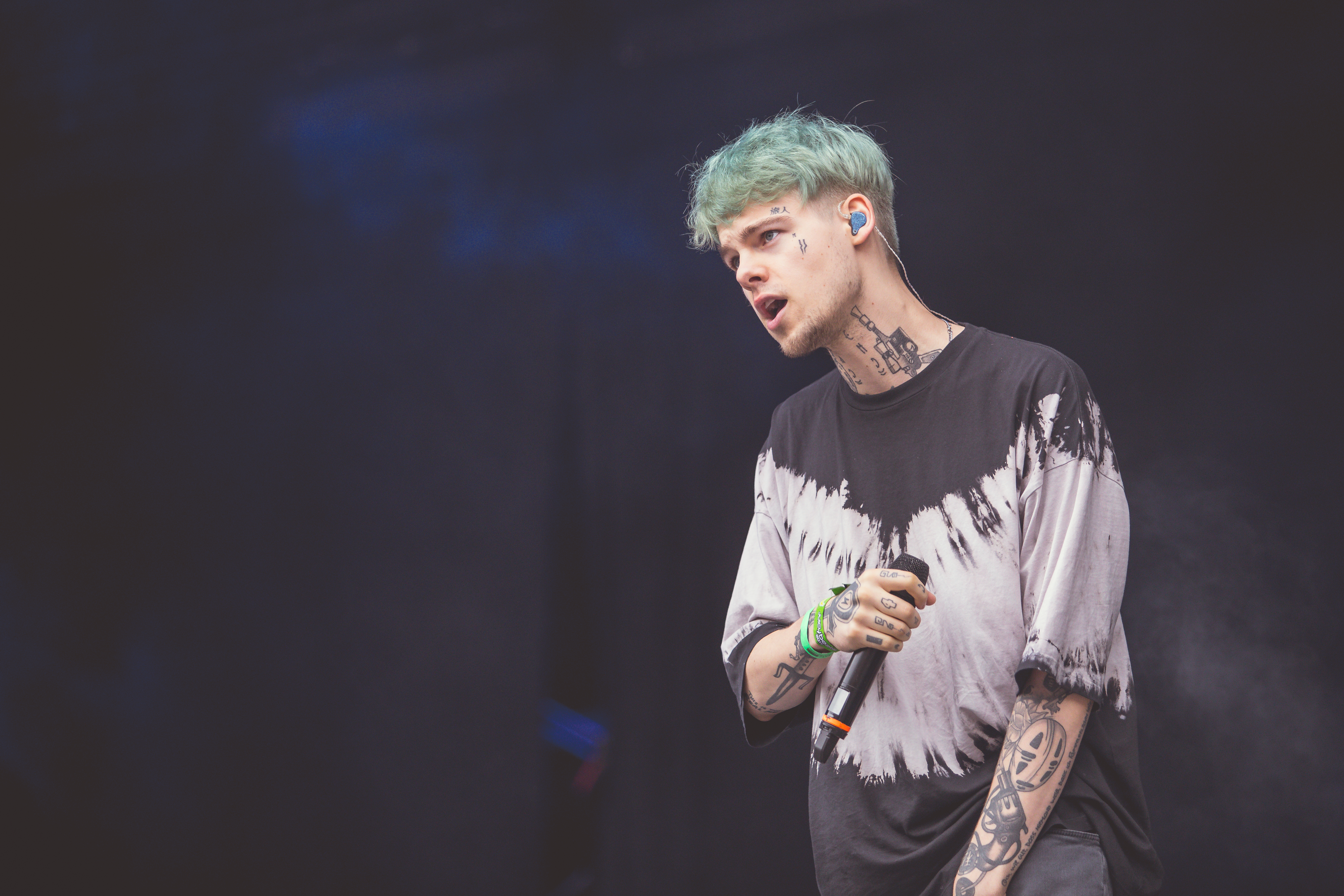
Taddl (* 1994)

### Tade
- Tade, Emiliano (* 1988), argentinischer Fußballspieler
- Tadé, Grégory (* 1986), französischer Fußballspieler
- Tadé, Marco (* 1995), Schweizer Freestyle-Skier
- Tadej, Vladimir (1925–2017), kroatischer Szenenbildner, Kostümbildner, Drehbuchautor, Filmregisseur und Schriftsteller
- Tadejević, Zvonimir (* 1990), kroatischer Biathlet
- Tades, Helmuth (1929–2013), österreichischer Jurist
- Tadese, Feyse (* 1988), äthiopische Langstreckenläuferin
- Tadese, Zersenay (* 1982), eritreischer Langstreckenläufer
- Tadesse, Yeshimebet (* 1988), äthiopische Marathonläuferin
- Tadeusz, Norbert (1940–2011), deutscher Künstler
- Tadewosjan, Aleksandr (* 1980), armenischer Fußballspieler
- Tadewosjan, Jegische (1870–1936), armenisch-sowjetischer Maler
- Tadewosjan, Wahe (* 1983), armenischer Fußballspieler
- Tadey, Francesco Antonio (1767–1827), Schweizer Stuckateur
- Tadey, Karl Christian (1802–1841), deutscher Pädsgoge und evangelisch-lutherischer Pastor

### Tadi
- Tadić, Boris (* 1958), serbischer Politiker
- Tadić, Dario (* 1990), österreichischer Fußballspieler
- Tadić, Dušan (* 1988), serbischer FußballspielerDušan Tadić (* 1988)

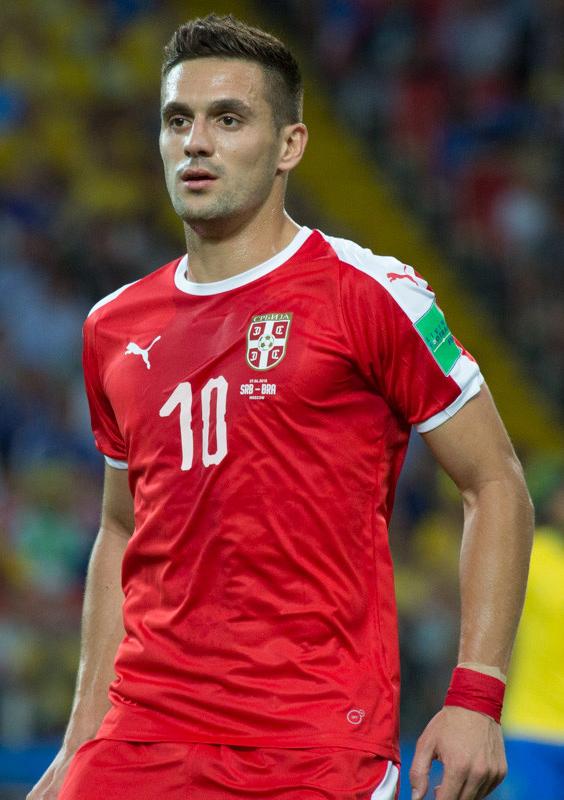
Dušan Tadić (* 1988)

- Tadić, Duško (* 1955), bosnisch-serbischer Politiker und Kriegsverbrecher
- Tadić, Igor (* 1986), Schweizer Fußballspieler
- Tadić, Josip (* 1987), kroatischer Fußballspieler
- Tadić, Ljubomir (1925–2013), jugoslawischer bzw. serbischer Philosoph
- Tadić, Marko (* 1986), kroatischer Eishockeyspieler
- Tadić, Mateo (* 2001), österreichisch-kroatischer Fußballspieler
- Tadić, Miroslav (* 1959), serbischer Gitarrist
- Tadić, Pero (* 1956), jugoslawischer Boxer
- Tadich, Elizabeth (* 1976), australische Radrennfahrerin
- Tadié, Jean-Yves (* 1936), französischer Literaturwissenschaftler und Hochschullehrer
- Tadijanović, Dragutin (1905–2007), kroatischer Schriftsteller
- Tadili, Achraf (* 1980), kanadischer Mittelstreckenläufer marokkanischer Herkunft
- Tadini, Arcangelo (1846–1912), italienischer Priester, Ordensgründer und Heiliger
- Tadini, Mario (1905–1983), italienischer Automobilrennfahrer und Unternehmer
- Tadini, Placido Maria (1759–1847), Erzbischof von Genua und Kardinal der Römischen Kirche
- Tadino, Alessandro (1580–1661), italienischer Mediziner

### Tadj
- Tadjedin, Massy (* 1976), iranisch-US-amerikanische Filmregisseurin und Drehbuchautorin
- Tadjiri, Laïla Abdou, komorisches Model und Filmemacherin
- Tadjo, Véronique (* 1955), ivorische Schriftstellerin, Dichterin, Kinderbuchautorin und Illustratorin

### Tadl
- Tadler, Erich (* 1958), österreichischer Politiker (FPÖ, BZÖ, Team Stronach), Abgeordneter zum Nationalrat

### Tadm
- Tadmor, Eitan (* 1954), israelischer Mathematiker
- Tadmor, Hadar (1981–2022), israelische Radiomoderatorin, Drehbuchautorin und Journalistin

### Tado
- Tadokoro, Azusa (* 1993), japanische Synchronsprecherin (Seiyū) und Sängerin
- Tadokoro, Ryō (* 1986), japanischer Fußballspieler
- Tadolini, Adamo (1788–1868), italienischer Bildhauer
- Tadolini, Eugenia († 1872), italienische Opernsängerin (Sopran)
- Tadolini, Giovanni (1789–1872), italienischer Komponist, Dirigent und Gesangslehrer
- Tadolini, Scipione (1822–1892), italienischer Bildhauer
- Tador, Abel (1984–2009), nigerianischer Fußballspieler

### Tadp
- Tadpong Lar-tham (* 1986), thailändischer Fußballspieler

### Tadr
- Tadros, Albert (1914–1993), ägyptischer Basketballspieler
- Tadrosse, Chris (* 1985), australischer Fußballspieler

### Tads
- Tadsawat Sriwilot (* 2000), thailändischer Fußballspieler
- Tādsch ad-Dīn Abū l-Futūh, Oberhaupt der Ismailiten in Syrien, der Alte vom Berge
- Tadsch al-Dīn Khātūn al-Safarriyya († 1121), Konkubine des türkischen Seldschuken-Sultans Malik Schah I. und Mutter der späteren Sultane Muhammad I. Tapar und Ahmad Sandschar
- Tadsch al-Muluk Buri († 1132), Emir von Damaskus
- Tādsch ol-Moluk (1896–1982), iranische Königin
- Tadsch os-Saltaneh (1883–1936), persische Prinzessin und AutobiografinTadsch os-Saltaneh (1883–1936)

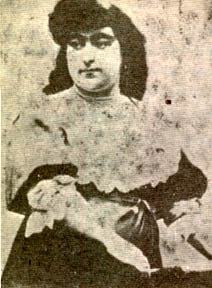
Tadsch os-Saltaneh (1883–1936)

- Tadschibajewa, Mutabar (* 1962), usbekische Journalistin und Menschenrechts-Aktivistin
- Tadschuddin, Talgat (* 1948), Oberster islamischer Würdenträger (Großmufti) in der Russischen Föderation
- Tadsen, Jan-Phillip (* 1988), deutscher Politiker (AfD), MdL

### Tadu
- Taduhepa, Tochter des mitannischen Königs Tušratta und spätere Nebenfrau des Amenophis III.